# Kysak
Kysak este o comună slovacă, aflată în districtul Košice-okolie din regiunea Košice. Localitatea se află la altitudinea de 256 m deasupra n.m., se întinde pe o suprafață de 10,92 km2 și în 2017 număra 1.462 de locuitori. Se învecinează cu comuna Obišovce.

## Istoric
Localitatea Kysak este atestată documentar din 1330.

## Demografie
| An:                | 1994 | 2004   | 2014   | 2024   |
| ------------------ | ---- | ------ | ------ | ------ |
| Număr de persoane: | 1334 | 1395   | 1440   | 1418   |
| Diferență:         |      | +4,57% | +3,22% | −1,52% |

| An:                | 2023 | 2024   |
| ------------------ | ---- | ------ |
| Număr de persoane: | 1428 | 1418   |
| Diferență:         |      | −0,70% |